# لیستون پیکت
لیستون پیکت (به انگلیسی: Leiston Pickett) (زادهٔ ۶ فوریهٔ ۱۹۹۲) شناگر اهل استرالیا است.